# Anton Degn
Anton Fredrik Degn (født 6. oktober 1871 i Tórshavn, død 3. september 1950) var en færøsk arkivar, forfatter og politiker (SB). Han arbejdede i Martin Christian Restorffs forretning i Tórshavn efter at have fuldført mellem- og realskolen. Degn var direktør for Telefonverk Føroya Løgtings 1906–1912, og i 50-årsalderen blev han ansat som arkivar ved Landsskjalasavnið. Degn var kommunalbestyrelsesmedlem i Tórshavn Kommune 1909–1916, og borgmester 1921–1922. Han var valgt til Lagtinget for Suðurstreymoy 1906–1908, og medstifter af Sambandsflokkurin i 1906.